# Courtney Eaton
Courtney Jane Eaton (Bunbury, 6 de janeiro de 1996) é uma atriz australiana. Ela começou sua carreira como modelo antes de fazer sua estreia como atriz no filme de ação pós-apocalíptico de 2015, Mad Max: Fury Road. Em seguida, Eaton estrelou o filme de ação e fantasia Gods of Egypt (2016). Desde 2021, ela aparece na série dramática de suspense da Showtime, Yellowjackets.

## Início de vida
Courtney Jane Eaton nasceu em 6 de janeiro de 1996 em Bunbury, Austrália Ocidental. Seu pai, Stephen Eaton, é descendente de ingleses, e sua mãe é descendente de chineses, da Ilha Cook e Māori. Ela tem um irmão mais novo.
Eaton estudou na Bunbury Cathedral Grammar School.

## Carreira

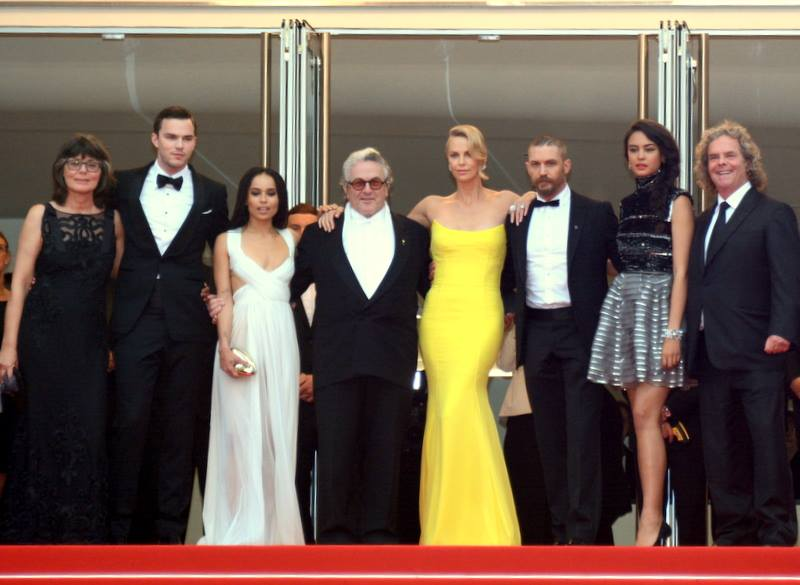
Eaton (segundo à direita) com o elenco e produtores de Mad Max: Fury Road em 2015

Eaton foi flagrado por Christine Fox, chefe da Vivien's Models, em uma formatura de moda aos onze anos. Fox inscreveu a Eaton e a preparou para ser modelo aos dezesseis anos. Eaton participou de um workshop de atuação com Myles Pollard como parte de seu desenvolvimento de modelo e fez um teste em Sydney para Mad Max: Fury Road (2015). Ela conseguiu um papel e co-estrelou a série como Cheedo the Fragile, uma das cinco esposas de Immortan Joe no filme. De sua parte, Eaton disse que Fragile é “a mais jovem das [cinco] esposas”.
Em dezembro de 2013, Eaton foi escalado para o filme de ação e fantasia Gods of Egypt (2016), como Zaya, uma escrava e interesse amoroso de um dos personagens principais (Brenton Thwaites), aparecendo ao lado de Gerard Butler e Nikolaj Coster-Waldau, sob Direção de Alex Proyas.
Em maio de 2016, foi anunciado que Eaton estrelaria ao lado de Ross Lynch no filme de comédia de fantasia Status Update. Ela estrelou ao lado de Aaron Eckhart no thriller de ação Line of Duty, lançado em 2019. Em dezembro de 2019, Eaton foi escalado para um papel recorrente como a adolescente Lottie na série de televisão americana de suspense e drama Yellowjackets. Ela havia originalmente feito o teste para o papel de Shauna, que foi para Sophie Nélisse. Para a segunda temporada do programa, Eaton se tornou regular na série.

## Vida pessoal
Eaton mora em Los Angeles, tendo se mudado para os Estados Unidos em 2015. Ela namorou seu co-estrela de Status Update, Ross Lynch, de 2015 a 2017. Eaton namora as atrizes Ella Purnell e Sophie Nélisse desde 2021. Eaton é um ex-vegano.

## Filmografia
| Ano           | Título             | Papel                 | Notas                                                             |
| ------------- | ------------------ | --------------------- | ----------------------------------------------------------------- |
| 2015          | Mad Max: Fury Road | Cheedo the Fragile    |                                                                   |
| 2016          | Gods of Egypt      | Zaya                  |                                                                   |
| 2017          | Newness            | Blake Beeson          |                                                                   |
| 2018          | Status Update      | Charlotte Alden       | Filme direto para vídeo                                           |
| 2018          | Perfect            | Sarah                 |                                                                   |
| 2019          | Line of Duty       | Ava Brooks            |                                                                   |
| 2021–presente | Yellowjackets      | Young Lottie Matthews | Elenco recorrente (1ª temporada), Elenco principal (2ª temporada) |
| 2023          | Parachute          | Riley                 | Estreou no SXSW                                                   |